# Чешуйчатый плодоед
Чешуйчатый плодоед (лат. Ampelioides tschudii) — вид птиц из семейства котинговых. Единственный представитель одноимённого рода Ampelioides. Подвидов не выделяют.

## Описание
Чешуйчатый плодоед достигает длины 19–20 см; самцы весят от 74 до 95 г, самки немного мельче и весят 71,5–80 г.

## Распространение и места обитания
Распространён на северо-западе Южной Америки, а именно в Боливии, Колумбии, Эквадоре, Перу и Венесуэле. Обитает на склонах Анд в густых горных тропических лесах, где держится под пологом деревьев, часто вблизи ручьев или других источников воды. Встречается на высоте от 580 до 2700 метров над уровнем моря.